# Heinkel He 51
Die Heinkel He 51 war ein Doppeldecker-Jagdflugzeug aus deutscher Produktion. Als direkte Weiterentwicklung der He 49 flog die He 51 1933 zum ersten Mal.

## Entwicklung

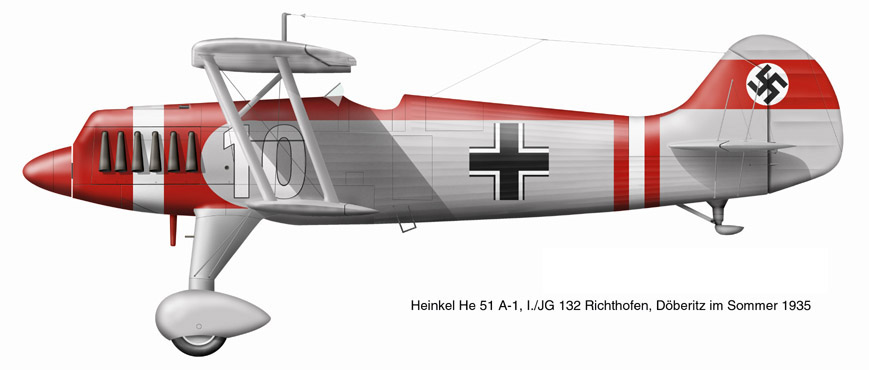
Heinkel He 51 A-1 in Döberitz, Sommer 1935

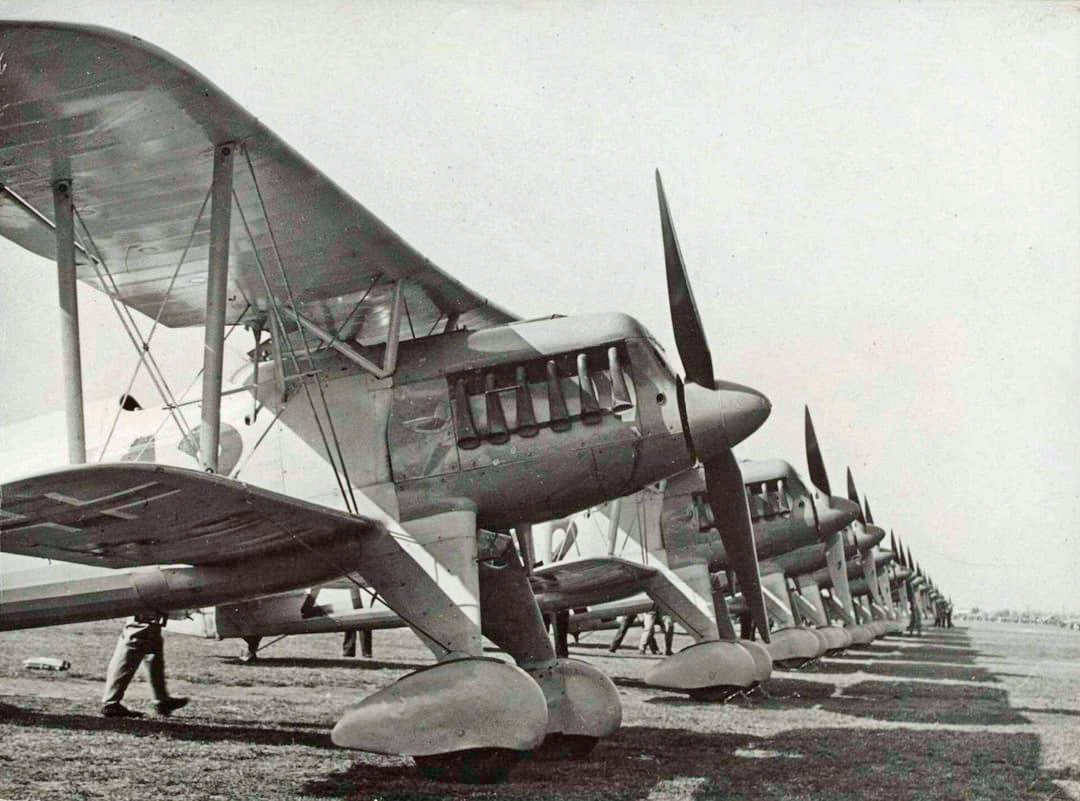
Auf dem Flugplatz Staaken aufgestellte He 51 des Jagdgeschwaders „Richthofen“

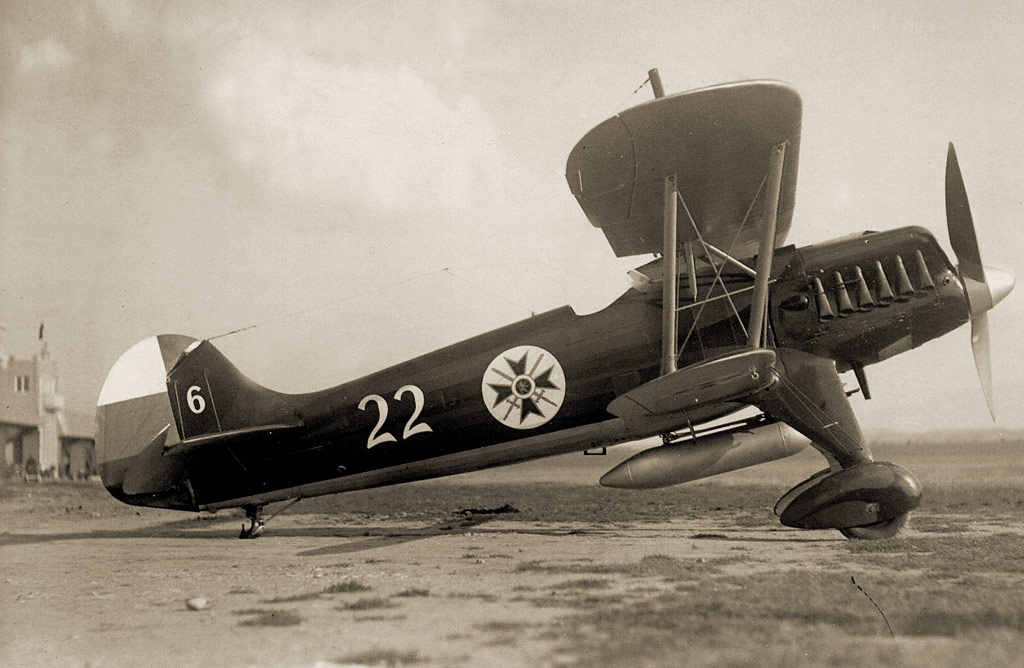
Heinkel He 51 B der bulgarischen Luftwaffe

Ernst Heinkel entwickelte bereits im Ersten Weltkrieg bei Albatros und Hansa-Brandenburg erfolgreiche Kampfflugzeuge. Seine Baumuster wurden auch bei der illegalen Fliegerschule der Reichswehr eingesetzt. Nachdem er 1932 mit der Vorstellung seiner He 49 beim Heereswaffenamt gescheitert war, vereinfachte er deren Konstruktion für den Serienbau und erhielt 1934 vom Reichsluftfahrtministerium einen Auftrag über zunächst 75 Jagdflugzeuge. Da die Fertigungskapazität der Heinkel Flugzeugwerke dafür nicht ausreichte, wurden Erla (80 Maschinen), AGO, Arado und Fieseler mit in die Produktion eingebunden.

## Produktionszahlen
Die Serienproduktion der He 51 begann im Februar 1935 und endete bereits im Dezember 1936. 1935 wurden 178 und 1936 320 He 51 hergestellt. Dazu kommen einige Flugzeuge, die bereits 1934 bzw. erst 1937 ausgeliefert wurden.
| Hersteller | Land | See | Summe |
| ---------- | ---- | --- | ----- |
| EHF        | 143  | 31  | 174   |
| ArB        | 71   | 2   | 73    |
| Ago        | 77   |     | 77    |
| Erla       | 80   |     | 80    |
| GFW        | 102  |     | 102   |
| Summe      | 473  | 33  | 506   |

## Einsatz
Die ersten He 51A-0 wurden bereits 1934 ausgeliefert und flogen in der zivil getarnten, sogenannten „Reklamestaffel Mitteldeutschland“. Neben einigen Arado Ar 65 gehörte die He 51A zur Erstausstattung der im März 1935 offiziell gegründeten neuen deutschen Luftwaffe mit Jagdflugzeugen.
Im April 1935 waren die He 51 beim Jagdgeschwader 2 „Richthofen“ auf dem Flugplatz Döberitz bereits einsatzbereit. Anfang 1936 erhielt das Jagdgeschwader „Horst Wessel“ als erstes Geschwader die verbesserte He-51 B-0 Ausführung. Am 31. Juli 1936 wurden 14 He 51 für den Einsatz im Spanischen Bürgerkrieg bereitgestellt, Ende 1936 befanden sich bereits 50 He 51 der Varianten A-1 und C-1 im Einsatz bei der Legion Condor, konnten sich aber nicht gegen die leistungsfähigeren sowjetischen Jagdflugzeuge wie die Polikarpow I-16 durchsetzen. Die He 51 wurde daher mit Erscheinen der Bf 109 überwiegend als Erdkampfflugzeug eingesetzt. Zwei He 51A wurden von den republikanischen Truppen intakt erbeutet und in der Sowjetunion ausgiebig getestet, dort aber als veraltet angesehen. Insgesamt wurden 93 He 51 in Spanien eingesetzt.
Die He 51 wurde ab 1936 teilweise von der Arado Ar 68 und ab 1937 von der Messerschmitt Bf 109 als Standard-Jagdflugzeug der Luftwaffe abgelöst. 1937 wurden zwölf Maschinen den bulgarischen Luftstreitkräften übergeben. In Deutschland flog die I./JG 136 bis zum Herbst 1938 als letzte Luftwaffen-Einheit die He-51. Bis 1942 wurde die He-51 als Schulflugzeug eingesetzt.
Am 1. März 1940 hatte die Luftwaffe noch 266 He 51 im Bestand. Es müssen also schon Flugzeuge verschrottet worden sein, da nach der Lieferung von 12 Flugzeugen an Bulgarien im Jahre 1936 keine weiteren Exporte erfolgten. Am 31. Januar 1944 betrug der Bestand 35 Flugzeuge, die sich fast alle bei Schulen befanden. Diese Zahl sank bis auf 8 am 30. September 1944.

## Versionen
- He 51A-0: Prototypen, neun gebaut

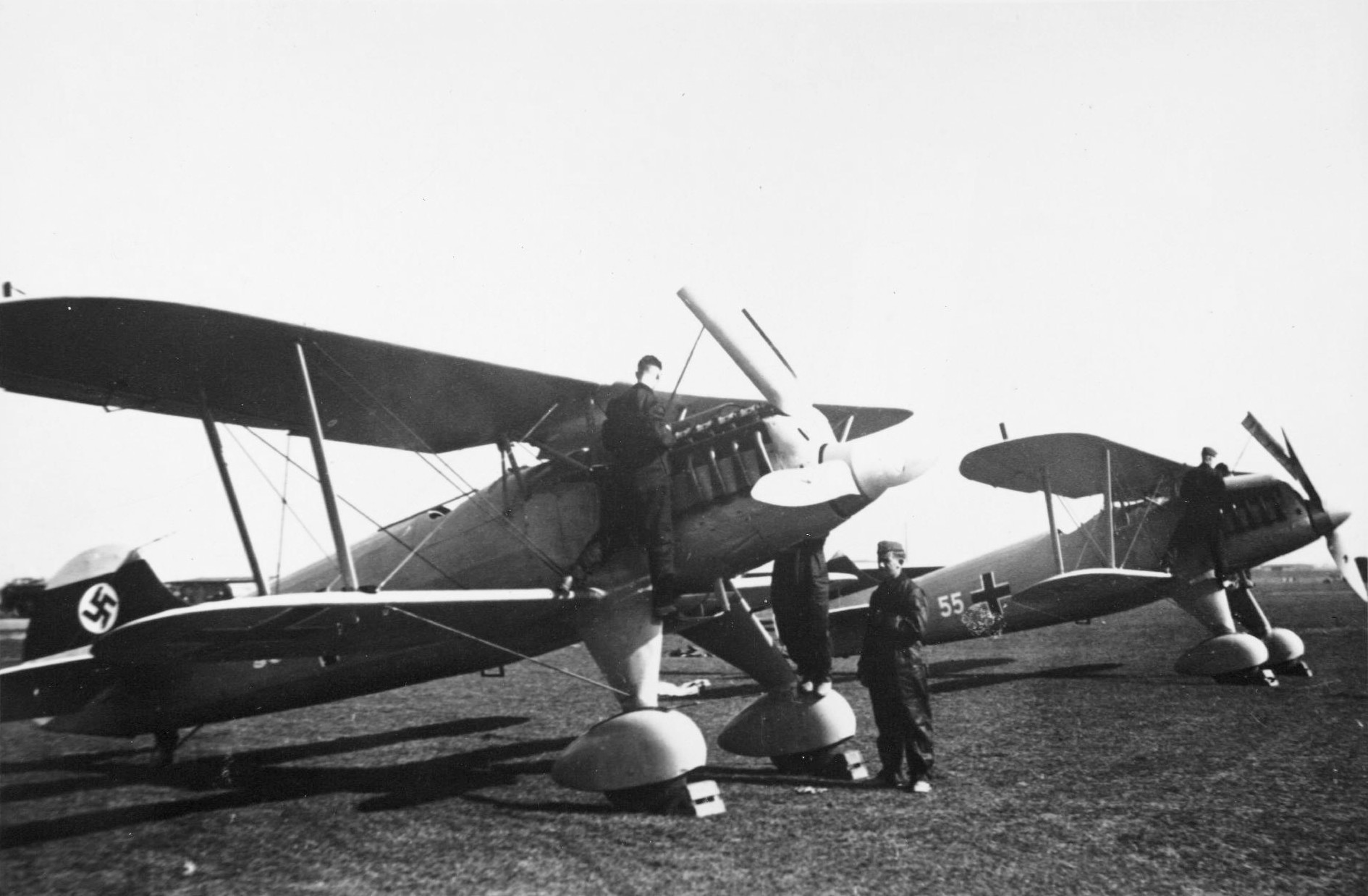
He 51 A-1

- He 51A-1: Serienversion der A-1, 75 gebaut
- He 51B-0: A-1 mit verstärkter Zelle, 12 gebaut
- He 51B-1: Serienversion der B-1, 12 gebaut
- He 51B-2: Schwimmerflugzeug, rund acht Umbauten aus B-1, rund 42 Neubauten (auch He 51W oder He 51B-2W), schiffsgestütztes Katapultflugzeug mit leichter Bombenzuladung
- He 51C-1: Erdkampfflugzeug mit Unterflügelstationen für vier 50-kg-Bomben, 75 gebaut
- He 51C-2: C-1 mit verbesserter Funkausrüstung, 21 gebaut

Als Ausführung mit Schwimmern entstand die He 51W, die problemlos wieder auf ein normales Fahrgestell umgerüstet werden konnte. Mit der He 51V5 (Werknummer 994), die vergrößerte Tragflächen erhielt, sollten die Höhenleistungen verbessert werden, es blieb jedoch bei einem Versuchsmuster.

## Technische Daten

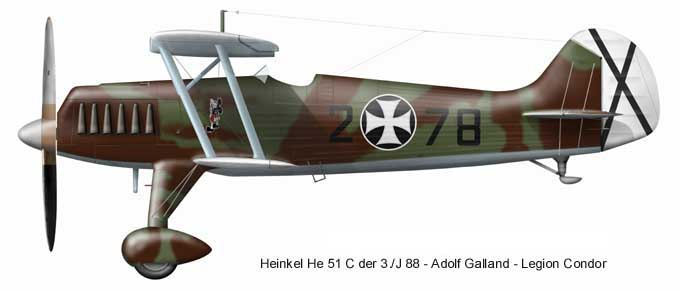
Heinkel He 51 C der 3./J 88, Legion Condor, geflogen von Adolf Galland

| Kenngröße                            | Daten He-51 C                                                |
| ------------------------------------ | ------------------------------------------------------------ |
| Spannweite oben                      | 11,00 m                                                      |
| Spannweite unten                     | 8,60 m                                                       |
| Länge                                | 8,40 m                                                       |
| Höhe                                 | 3,20 m                                                       |
| Flügelfläche                         | 27,20 m²                                                     |
| Kraftstoffkapazität                  | intern: 210 l, im immer mitgeführten Zusatztank: 170 l       |
| Inhalt des Schmierstoffbehälters     | 25 l                                                         |
| Leermasse                            | 1473 kg                                                      |
| Startmasse                           | 1900 kg                                                      |
| Triebwerk                            | ein BMW VI 7,3Z mit 750 PS Leistung                          |
| Luftschraube                         | Zweiblatt-Festpropeller mit 3,10 m Durchmesser               |
| Tragwerk                             | Holzgerippe, stoffbespannt                                   |
| Rumpfwerk                            | Stahlrohr, Leichtmetall, Holz, Stoff                         |
| Leitwerk                             | Dural, stoffbespannt                                         |
| Flugdauer bei Sparleistung (4000 m)  | 2,3 h                                                        |
| Reichweite                           | 740 km unter optimalen Bedingungen                           |
| Reichweite bei Vollleistung          | 280 km auf Seehöhe, 430 km in 4000 m, 550 km in 6000 m       |
| Reichweite bei Marschleistung (85 %) | 390 km auf Seehöhe, 570 km in 4000 m, 700 km in 6000 m       |
| Höchstgeschwindigkeit                | 330 km/h auf Seehöhe, 310 km/h in 4000 m, 285 km/h in 6000 m |
| Marschgeschwindigkeit                | 280 km/h auf Seehöhe                                         |
| Landegeschwindigkeit                 | 95 km/h                                                      |
| Startstrecke                         | 100 m                                                        |
| Landestrecke                         | 150 m                                                        |
| Dienstgipfelhöhe                     | 7700 m                                                       |
| Steigzeit auf 2000 m                 | 3,1 min                                                      |
| Steigzeit auf 4000 m                 | 7,8 min                                                      |
| Steigzeit auf 6000 m                 | 16,5 min                                                     |
| Bewaffnung                           | 2 × 7,92 mm MG 17 mit je 500 Schuss                          |